# Ostrów Brdowski
Ostrów Brdowski, inne nazwy: Wyspa Okrętowa, Wyspa Okrętowa Dolna (do 1945 niem. Patmosinsel) – wyspa rzeczna w Szczecinie, zabudowana obiektami przemysłowymi.

## Nazwa
Po II wojnie światowej wyspa nazywana była Wyspą Okrętową lub Dolną Okrętową, co powodowało, że oficjalna nazwa: Ostrów Brdowski pozostawała niemal nieznana. Ze względu na ponowne połączenie (l.70. XX w.) z wyspą Gryfia groblą zamykającą wschodnie ujście Przekopu Brdowskiego (1931) do Przekopu Mieleńskiego, nazwa tej ostatniej przenoszona jest często także na wyspę Ostrów Brdowski, a obie wyspy traktowane są jako całość.

## Położenie
Wyspa leży na terenie osiedla administracyjnego Drzetowo-Grabowo. Od zachodu Ostrów Brdowski opływany jest przez wody Odry, od wschodu przez wody Przekopu Mieleńskiego. Od południa wyspa ograniczona jest Przekopem Brdowskim, oddzielającym ją od położonej bardziej na południe wyspy Gryfia, z którą jest połączona jedynie wąską groblą komunikacyjną.

## Historia
Jeszcze na początku XX w. Ostrów Brdowski stanowił integralną część Ostrowa Grabowskiego. W wyniku wykopania: Przekopu Mieleńskiego (1927-29 r.) oraz Przekopu Brdowskiego (1931 r.) stał się samodzielną wyspą. W latach siedemdziesiątych XX w. Brdowski Ostrów połączono groblą komunikacyjną z wyspą Gryfia.
Przemysłowe wykorzystanie Ostrowa Brdowskiego rozpoczęło się na przełomie XIX i XX w. Powstał tu zakład przerobu węgla antracytowego (brykietownia). Część wyspy zajęły zabudowania stoczni "Vulkan". W 1877 na wyspie wybudowano ośrodek żeglarski. 
Zniszczenia wojenne podczas II wojny światowej spowodowały, że aż do lat siedemdziesiątych XX w. teren wyspy nie był wykorzystywany ani gospodarczo, ani turystycznie. Impuls do rozwoju Ostrowa Brodowskiego dało ulokowanie na sąsiedniej wyspie Gryfia – Szczecińskiej Stoczni Remontowej "Gryfia" i połączenie jej z tą wyspą groblą. Na północnym krańcu Ostrowa Brdowskiego posadowiono największy dok pływający stoczni "Gryfia" o nośności 17 000 ton, który pozwala na dokowanie statków do 40 000 DWT.
W grudniu 2013 rozpoczęto budowę wytwórni fundamentów do morskich farm wiatrowych – ST3 Offshore. W 2015 r. ukończono budowę Mostu Brdowskiego, który połączył Ostrów Brdowski i wyspę Gryfię z lądem stałym. Fabryka dysponowała m.in. najwyższą w Europie suwnicą (120 m wysokości, 1400 t udźwigu). W 2020 r. sąd ogłosił upadłość firmy. W tym samym roku most przeszedł na własność miasta Szczecin.